# 2020 a légi közlekedésben
Ez a lista a 2020-as év légi közlekedéssel kapcsolatos eseményeit tartalmazza.

## Események

### Január

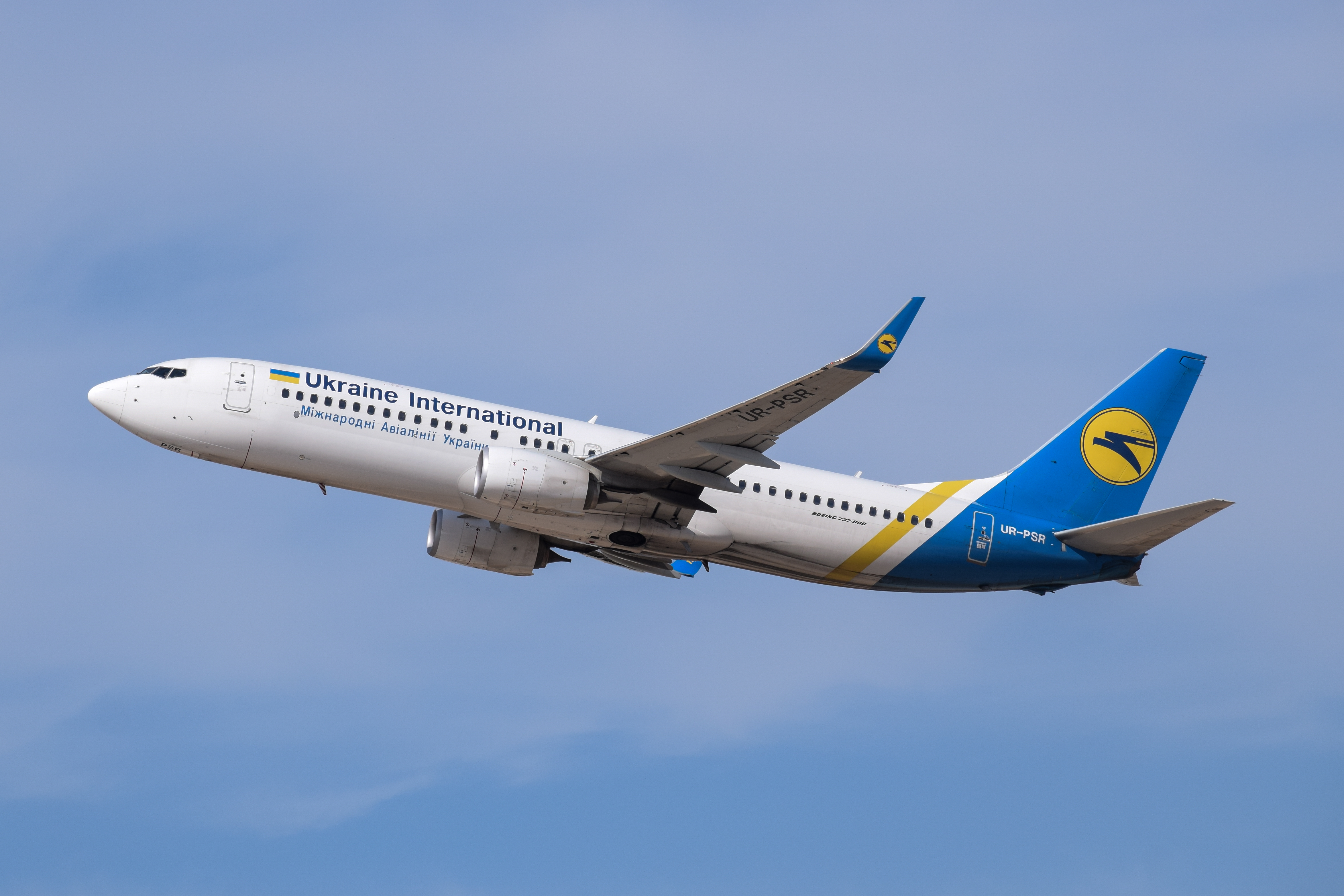
Az UIA UA-PSR lajstromjelű Boeing 737–800-as utasszállítója 2019 októberében

- január 8. – Röviddel a felszállás után Teherán közelében lezuhan a Ukraine International Airlines ukrán légitársaság Kijevbe tartó Boeing 737–800 típusú utasszállító repülőgépe, amelyet az iráni légvédelem lőtt le tévedésből.[1]

### Május
- május 22. – A pakisztáni Karacsi külterületén, a Dzsinnahtól két kilométerre található Model Colony területén a lakóházakra zuhan a Pakistan International Airlines állami légitársaság A320-as repülőgépe. A fedélzeten lévő 99 utasból – és nyolcfős személyzetéből – csak ketten élik túl a katasztrófát.[2]

### Szeptember
- szeptember 25. – Leszállás közben a csuhujivi katonai repülőtér közelében lezuhan az Ukrán Légierő kiképző repülést végrehajtó An–26S repülőgépe.[3]

### Október
- október 28. – Utolsó közforgalmi repülését végzi a Tu–154 utasszállító repülőgép Oroszországban. Ennek során az Alrosza légitársaság gép a Mirnij és Novoszibirszk közötti járaton 140 utast szállít.[4]

## Első felszállások
- január 25. – Boeing 777X[5]
- február 14. – Gulfstream G700[6]
- május 17.  – Cessna 408 SkyCourier[7]
- június 11. – AIDC T–5 Brave Eagle[8]
- július 2. July – Stratos 716X[9]
- december 16.  – Il–114-300[10]